# Вартанян, Артак Арменакович
Артак Арменакович Вартанян (Варданян) (арм. Արտակ Վարդանյան  Արմենակովիչ;  1896—1993) — генерал-лейтенант Советской Армии, военный разведчик, участник Первой мировой, Гражданской и Великой Отечественной войн.

## Биография
Артак Арменакович Вартанян родился 30 января (по новому стилю — 12 февраля) 1896 года в семье врача Вартаняна Арменака Огановича , в городе Эривани (ныне — Ереван, Армения). В 1913 году окончил гимназию в родном городе, после чего уехал в Санкт-Петербург и поступил на физико-математический университет Императорского Санкт-Петербургского университета. В ноябре 1914 года был призван на службу в Российскую императорскую армию и направлен на Кавказский фронт Первой мировой войны. Участвовал в Сарыкамышской операции в составе 4-й Армянской дружины, награждён Георгиевским крестом 4-й степени. Дослужился до чина унтер-офицера. В 1917 году окончил электротехническую школу при Кавказском радиодивизионе. После роспуска старой армии возвратился в Армению, служил в дашнакской армии, участвовал в боевых действиях против Турции и Грузии. После установления Советской власти добровольцем поступил на службу в Рабоче-Крестьянскую Красную Армию. В 1922—1923 годах являлся военным комиссаром Армянской ССР.
В 1928 году окончил военное отделение при Ленинградском электротехническом институте имени В. И. Ленина, после чего был направлен в Военно-техническое управление связи Красной Армии. Был постоянным членом, затем председателем 5-й секции Научно-технического комитета этого управления, затем возглавлял комитет, являлся помощником начальника Управления. Занимался вопросами исследования детонации взрывчатых веществ при помощи средств радиосвязи. С мая 1934 года находился в специальной командировке в Соединённых Штатах Америки по линии военной разведки, официально числился старшим инженером в Амторге. Согласно некоторым публикациям, в период своей разведывательной деятельности в Штатах купил у Николы Теслы документы по разработке лучевого оружия. По возвращении в СССР в сентябре 1940 года возглавил 2-е отделение 4-го отдела Разведывательного управления Генерального штаба Красной Армии, а в июне 1941 года был назначен начальником 1-го отделения 5-го отдела того же Управления.
В годы Великой Отечественной войны Вартанян находился на преподавательской работе в военных учебных заведениях, неоднократно выполнял специальные задания. К концу войны занимал должность заместителя по научной и учебной части начальника Высших академических курсов Главного разведывательного управления Генерального штаба Красной Армии. В послевоенное время служил заместителем по научной и учебной работе начальника Военной академии связи. В 1950-е годы занимал ответственные должности в научно-исследовательских учреждениях Министерства обороны СССР. В 1957—1959 годах возглавлял 18-й Центральный научно-исследовательский институт Министерства обороны СССР, занимавшийся исследованиями в области радиоразведки, кодирования, спутниковой связи. В 1959 году Вартанян был уволен в запас. Умер 25 мая 1993 года, похоронен на Троекуровском кладбище Москвы.

## Награды
- Орден Ленина (6 мая 1946 года);
- 3 ордена Красного Знамени (23 августа 1944 года, 3 ноября 1944 года, 17 мая 1951 года);
- Орден Богдана Хмельницкого 2-й степени (1 сентября 1945 года);
- Орден Отечественной войны 1-й степени (6 апреля 1985 года);
- Орден Красной Звезды;
- Медаль «За оборону Москвы» и другие медали.